# Heinrich Pudor
Heinrich Pudor (* 31. August 1865 in Loschwitz bei Dresden; † 22. Dezember 1943 in Leipzig) war ein völkisch-nationaler Publizist und einer der Pioniere der Freikörperkultur in Deutschland. Er verwendete auch die Pseudonyme Heinrich Scham und Ernst Deutsch.

## Leben
Heinrich Pudor wurde als Sohn von Friedrich Pudor, dem Leiter des Königlichen Konservatoriums in Dresden, geboren. Nach dem Besuch der Kreuzschule setzte er ein zuvor begonnenes Musikstudium am Konservatorium seines Vaters fort. 1886/87 studierte er an der Universität Leipzig (physiologische Psychologie, Philosophie, Kunstgeschichte), anschließend wechselte er nach Heidelberg, wo er 1889 über Schopenhauers Metaphysik der Musik in seiner Welt als Wille und Vorstellung promovierte.
Bevor Pudor Anfang 1890 das Erbe seines verstorbenen Vaters als Leiter des zu der Zeit noch privaten Königlichen Konservatoriums annahm, bereiste er Frankreich und Italien. Die dort entstandenen Reiseskizzen – 1893 bzw. 1895 auch erfolgreich veröffentlicht – begründeten seinen Ruf als Reiseschriftsteller, später fortgesetzt durch Beschreibungen skandinavischer Länder. Bereits im Jahr seines Antritts als Leiter des Dresdner Konservatoriums stieß er durch seine Auffassung, nur deutsche Musik zu lehren, auf vehemente Kritik sowohl der Lehrenden als auch der Stadt Dresden, so dass Pudor das Konservatorium im Juni 1890 verkaufte.
Im Anschluss gründete Heinrich Pudor einen eigenen Verlag in München, Berlin und später Leipzig, in dem er ausschließlich eigene Schriften publizierte – vornehmlich Gedichtbände und Erbauungsschriften, die die Lebensreform propagierten.  1891 heiratete er die Jüdin Susanne Jacobi, von der er sich sieben Jahre später scheiden ließ, und bezog eine Villa in Loschwitz bei Dresden. 1892 gab er mit den Dresdner Wochenblättern für Kunst und Kultur seine erste Zeitschrift heraus, deren Erscheinen allerdings im selben Jahr wieder eingestellt wurde. 1893 siedelte seine Familie nach London über, kurz zuvor erschien in Dresden Pudors Nackende Menschen. Jauchzen der Zukunft, das erste bedeutende deutschsprachige Werk zum Naturismus. Seine zwei Jahre zuvor eingeführte vegetarische Lebensweise gab Pudor nach gesundheitlichen Problemen in London auf. In der Folgezeit veröffentlichte er zahlreiche Publikationen sowohl zur Lebensreform-Bewegung als auch zu allen möglichen anderen Themen, unter anderem zu Architektur, Sprachwissenschaften, Sozialpolitik und Kulturwissenschaften.
1898 kehrte Heinrich Pudor, nachdem er sich vergeblich als Maler, Bildhauer und Musiker zu profilieren versuchte, nach ausgedehnten Reisen durch Europa nach Deutschland zurück. In Berlin heiratete Pudor Linda Prill (diese Ehe bestand bis 1923). 1906 veröffentlichte er im Selbstverlag sein Buch „Nackt-Kultur“ und wurde damit zum Namensgeber der Nacktkulturbewegung, die noch bis Anfang der Nazizeit im Amtsdeutsch als Nacktkultur bezeichnet wurde, obwohl bereits mit der Zusammenlegung des Naturheilverbandes mit der von Adolf Koch geführten „freien Körperkultur“ 1926 der Begriff der „Freikörperkultur“ entstand. Bis 1907 veröffentlichte Heinrich Pudor Beschreibungen von Reisen durch skandinavische Länder. Im selben Jahr siedelte er nach Leipzig über. 1910 entdeckte Pudor das Handwerk für sich und begründete den Schutzverband für deutsche Qualitätsarbeit, ein Jahr später verlegte er die Zeitschrift Unlauterer Wettbewerb. Mitteilungen des Schutzverbandes für deutsche Qualitätsarbeit.
Ab dem Jahr 1912 publizierte Heinrich Pudor fast ausschließlich antisemitische Schriften, größtenteils in seinem Verlag erschienen. Den Auftakt hierzu bildeten das Buch Deutschland für die Deutschen. Vorarbeiten zu Gesetzen gegen die jüdische Ansiedlung in Deutschland sowie die Zeitschrift Antisemitisches Rüstzeug des Deutschen Volksrats (1918 gab er als Organ des Deutschen Volksrats auch Treu-Deutsch. Nachrichten des Deutschen Volksrates. Einheit völkischer Verbände heraus, der Deutsche Volksrat allerdings bestand zu dem Zeitpunkt wahrscheinlich nur aus Pudor selbst). Nachdem 1915 Antisemitisches Rüstzeug verboten wurde, benannte er die Zeitschrift in Eiserner Ring um und gab diese bis 1923 heraus. Weitere Schriften ähnlichen Inhalts folgten, mehrmals musste sich Pudor wegen Anfeindungen gegenüber führenden deutschen Politikern vor Gericht verantworten. Nachdem er Gustav Stresemann wegen seiner „verräterischen Außenpolitik“ mit Mord drohte, wurde Pudor am 17. März 1926 neben einer Geldstrafe zu einem Jahr Gefängnis verurteilt.
Im September 1933 wurde Pudors neue Zeitschrift namens Hakenkreuz verboten, in der er den Führerkult um Hitler und die Parteidiktatur der NSDAP kritisierte. Zudem beklagte er in der Publikation die „Tolerierung“ der Juden durch die neuen deutschen Machthaber, einhergehend mit Angriffen gegen führende Politiker hinsichtlich ihrer Herkunft bzw. Lebensweise, unter anderem gegen Hitler und Goebbels. Vom 14. November 1933 bis zum 5. Juli 1934 wurde Pudor in Schutzhaft genommen, da er nach dem offiziellen Verbot die Zeitschrift illegal weiter verbreitete.
Nach dem Gefängnisaufenthalt inmitten von Sozialdemokraten und Kommunisten gab Pudor zahlreiche autobiographische Schriften heraus, in denen er sich als Vorreiter der nationalen deutschen Bewegung darstellte. 1943 wurde gegen Pudors Verlag wegen fortgesetzten Betrugs ermittelt: Er versuchte, ältere Verlagsschriften unter gesetzeswidrigen Bedingungen an Buchhändler zu veräußern. Vor Urteilsverkündung starb Heinrich Pudor am 22. Dezember desselben Jahres.

## Weitere Veröffentlichungen (Auswahl)
- Ein ernstes Wort über „Rembrandt als Erzieher“, Dieterich, Göttingen 1890
- (Heinrich Scham): Mutter-Milch. Offenbarung der Natur, London 1893
- (Heinrich Scham): Kirtara. Fröhlichkeiten und Sehnsuchten, Leipzig, Fleischer 1894
- (Heinrich Scham): Geschlechtsliebe? Paradiesesstimmen, Leipzig 1895
- Die Frauenreformkleidung. Ein Beitrag zur Philosophie, Hygiene und Aesthetik des Kleides, Seemann, Leipzig 1903
- Nackt-Kultur, Berlin-Steglitz 1906
- Hygiene der Bewegung, 1906
- Das Geschlecht, 1906
- Bisexualität. Untersuchungen über die allgemeine Doppelgeschlechtlichkeit der Menschen. Gegen Wilhelm Fließ, 1906
- Geschlechtsleben und Ehe, 1907
- Zur Sozialpolitik des Mittelstandes, 2 Bände, 1911
- Fester im Glauben! Eine Rückkehr vom Monismus zum Christentum. Leipzig 1913
- Die Sicherung der Heimat und die finanzielle Sicherung bei dem Kriege gegen das Weltjudentum, 1933
- Völker aus Gottes Athem. Atlantis-Helgoland, das arisch-germanische Rassenhochzucht- und Kolonisations-Mutterland. Leipzig 1936
- Die internationalen verwandtschaftlichen Beziehungen der jüdischen Hochfinanz, 1933–1937, 20 Bände
- Die Seele. Fortlaufende Untersuchungen über den Begriff 'Seele' und seine Erklärung und Ersetzung durch eine zuverlässig wissenschaftliche und naturwissenschaftlich-biologische Terminologie, 1937
- Mein Leben. Kampf gegen Juda für die arische Rasse, 1939–1941